# Hundmat

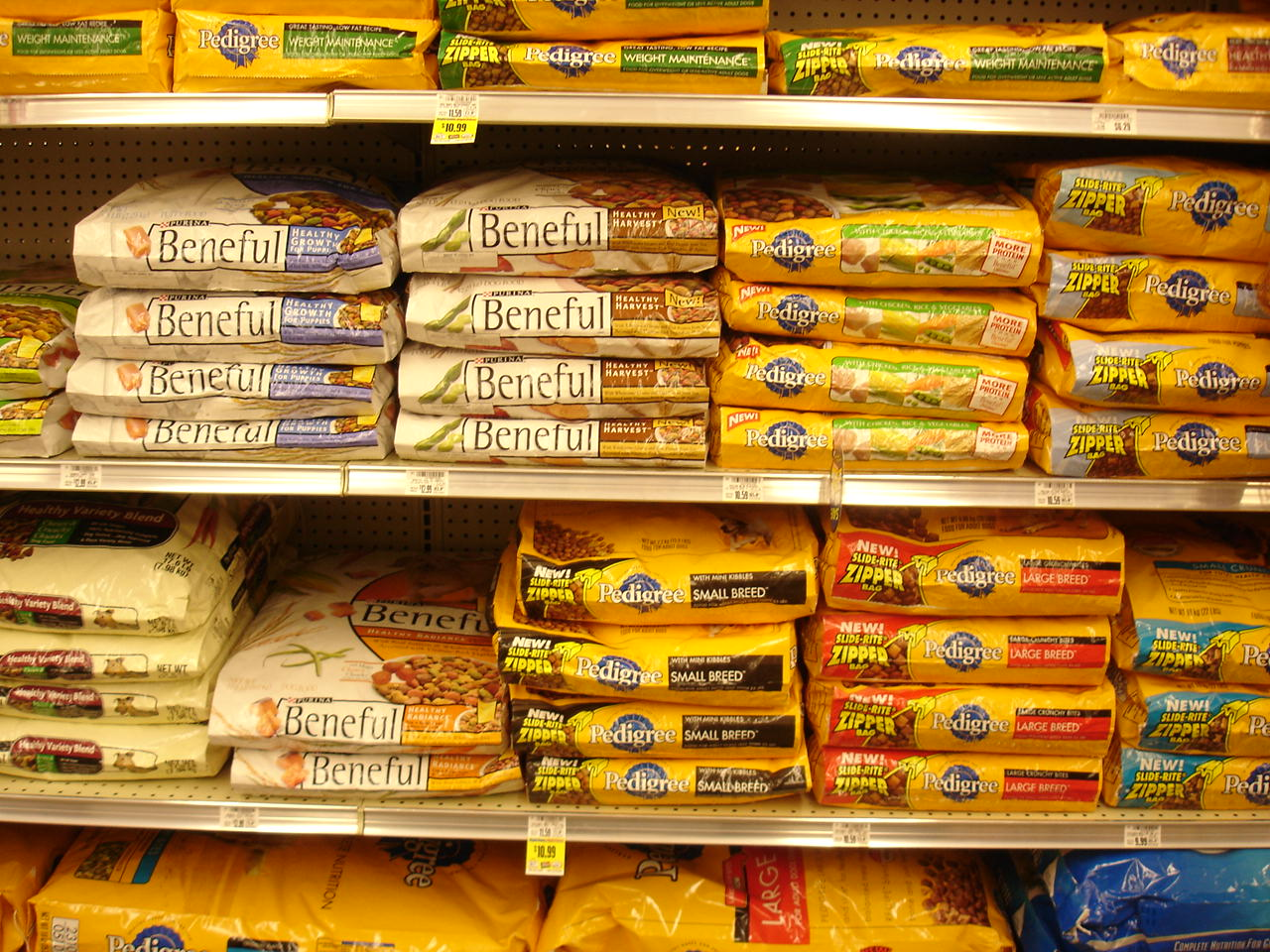
Hundmat

Hundmat eller hundfoder är djurfoder till hundar. Hundmat finns i olika former som ser olika ut, framför allt torrfoder och blötfoder på konservburk. Torrfodret kan ha många olika former och färger.
Hundmat kan idag vara anpassad på en mängd olika vis. Exempelvis finns det foder för större hundar, mindre hundar, hundar med högt respektive lågt energibehov och medicinska foder ordinerade av veterinär för hundar med till exempel matallergier eller njursvikt. De flesta hundmatssorterna är baserade på kött i någon form men vissa hundfoder (oftast de medicinska) är vegetariska för att minska risken för allergiska reaktioner.
Något som blir mer och mer vanligt är också att ge hunden färskfoder, eller BARF. BARF-förkortningen kommer från orden Biologically Appropriate Raw Food (Biologiskt Anpassad Rå Föda) eller Bones And Raw Food (Ben och Rå Mat). Den första pionjären för BARF-utfodringen var den australienska veterinären Ian Billinghurst. Han utgav boken Give your dog a bone år 1993. I BARF-produkterna används endast äkta råvaror som köttiga ben, kött, fisk och inälvor.
Royal Canin och Eukanuba är kända multinationella varumärken av torrfoder och våtfoder. En svenskt varumärke är Doggy. 